# Klugerella gordoni
Klugerella gordoni är en mossdjursart som beskrevs av Moyano 1991. Klugerella gordoni ingår i släktet Klugerella och familjen Cribrilinidae. Inga underarter finns listade i Catalogue of Life.